# Thouet
A Thouet (latinul: fluvius Toarus franciaországi folyó, a Loire mellékfolyója, amely Új-Aquitania régióban (Deux-Sèvres és Maine-et-Loire megyék) folyik.

## Leírása
A folyó Parthenay városa közelében ered, és 142 km után Saumur közelében ömlik a Loire-ba, eredetileg deltatorkolattal, amelynek néhány ága azóta eltűnt.
Enyhe lejtőkkel szabdalt völgyben folyik, főként hordalékmaradványok alkotják, és fő mellékfolyói a Cébron, a Thouaret, az Argenton (amely az Argent és a Tori összefolyásából származik), a Douet és a Dive.
Útja mentén rengeteg történelmi emlék található: római híd Gourgé-nál, Saint-Loup-sur-Thouet vára, Vernay híd és Airvault falu, Saint-Généroux „régi hídjával” a 13. századból.
A „Thouet-völgyi közösségek közössége” (Communauté de Communes du Val du Thouet) magában foglalja a Maisontiers, Tessonnière, Louin, Saint-Loup, Gourgé, Lamairé, Le Chillou és Assais-les-Jumeaux nyolc települést.

## Fordítás
- Ez a szócikk részben vagy egészben  a   Thouet című olasz Wikipédia-szócikk ezen változatának fordításán alapul.  Az eredeti cikk szerkesztőit annak laptörténete sorolja fel. Ez a jelzés csupán a megfogalmazás eredetét és a szerzői jogokat jelzi, nem szolgál a cikkben szereplő információk forrásmegjelöléseként.